# CFXM-FM
Pour les articles homonymes, voir M105.
CFXM-FM, mieux connu sous le nom de M105 est une station de radio québécoise située dans la ville de Granby et diffusant à la fréquence 104,9 MHz sur la bande FM.
La diffusion de la radio M105 couvre le territoire de la Haute-Yamaska et une partie de Brome-Missisquoi en Estrie-Montérégie.

## Historique
C'est à la suite de la fermeture de CHEF (en) AM 1450 en janvier 1996, que plusieurs employés de la station ont décidé de lancer une nouvelle station de radio FM. La population régionale a immédiatement soutenu le projet. Le CRTC leur accorde une licence en mars 1997.
Elle entre en ondes le 15 août 1997. Dès ce moment, la nouvelle station de radio a été opérée par la Coopérative de travail de la radio de Granby.
Avec l'événement du verglas en 1998, la radio M105 s'est taillé une place importante dans l'information régionale.
En 2008, la puissance de 200 W est augmentée à 1 184 W à la suite de l'approbation du CRTC.
M105 fêtera son quart de siècle d'existence en 2022 et demeure la station la plus écoutée à Granby.

## Direction
- Directeur général de la station : Guy Laporte (depuis 2012)

## Identité visuelle

Ancien logo.
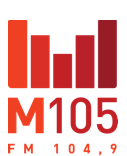
Logo actuel.